# The Speed of Life
The Speed of Life (Brasil: 30 Quadros por Segundo ) é um filme de drama estadunidense, dirigido por Ed Radtke e lançado em 2007. O filme é estrelado por Jeremy Allen White como Sammer, um adolescente entediado da cidade de Nova Iorque que rouba câmeras de vídeo de turistas e se refugia em fantasias com base nas filmagens que encontra nelas.
O filme estreou em 30 de agosto de 2007 no 64º Festival Internacional de Cinema de Veneza, onde ganhou o prêmio Queer Lion de melhor filme relacionado ao LGBTQ do festival.